# Nuova Cronica

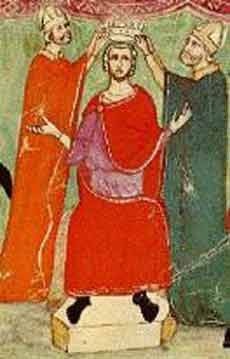
A coroação de Manfredo da Sicília num manuscrito da crónica; no século XVI existiam múltiplas versões da Cronica sob a forma de livros impresso ou sob a forma de manuscrito ilustrado.

A Nuova Cronica ou Novas Crónicas é uma história de Florença escrita, de uma forma linear, seguindo um formato ano por ano, por Giovanni Villani durante o século XIV. A ideia de escrever a Cronica surgiu-lhe depois de estar presente na cerimónia do Jubileu em Roma, onde percebeu que os feitos históricos de Roma eram bem conhecidos, e desejou formular uma história sobre os origens da sua própria cidade, Florença. Na sua Cronica. Villani descreveu em detalhe os muitos projectos de edíficios da sua cidade, informação estatística sobre a população, comércio, trocas, educação e infrastrutura religiosa. Também descreveu muitos desastres tais como as fomes, os incêndios , cheias e a pandemia de Peste Negra, que lhe tirou a vida em 1348. O trabalho de Villani foi continuado pelo seu irmão e sobrinho após a sua morte. Tem sido descrito como a primeira introdução da estatística como elemento positivo na história.